# Lodewijk van Gistel
Lodewijk van Gistel (ca. 1510 - 5 januari 1572) was burgemeester van Brugge.

## Levensloop
Hij was een zoon van Jan van Gistel, heer van La Motte, Provene en Hof van Varsenare en van zijn tweede vrouw, Antonia de la Barre. Hij was een kleinzoon van ridder Jacob van Gistel (†1486), heer van der Moten en soeverein baljuw van Vlaanderen.
Lodewijk van Gistel was ridder en heer van Merlin en Steenbrugghe. Van 1533 tot einde 1537 was hij baljuw van de stad Kortrijk.
Na de dood van zijn kinderloze oudere broer Philips van Gistel (†1541) werd hij ook heer van Provene, La Motte en Hof van Varsenare. Hij resideerde voortaan grotendeels in de gemeente Varsenare, waarschijnlijk in het Hof van Proven, dat nochtans pas in 1567 zijn eigendom werd. In de Naaldenstraat in Brugge kon hij een adellijke woonst betrekken, het Hof van Gistel. In 1543 begon hij zich in de stad in te burgeren en werd lid van de gilde van kruisboogschutters Sint-Joris.
Hij werd toen in Brugge bij herhaling burgemeester van schepenen, namelijk van 1545 tot 1547, in 1549 (ter vervanging van de overleden François d'Ongnies), van 1553 tot 1555 en van 1562 tot 1564. In tegenstelling tot de meeste stadsbestuurders, doorliep hij niet het gewone voorafgaandelijke curriculum in lagere functies, zoals die van raadslid, schepen of burgemeester van de commune: hij was duidelijk enkel beschikbaar voor de hoogste functie.  
Hij trouwde met Helena de Baenst (†1568), weduwe van de heer van Montigny en zus van burgemeester Jehan de Baenst. Naast een vroeg overleden zoon Jan, hadden ze een zoon, Karel van Gistel, die opvolgde.
Lodewijk van Gistel was afgevaardigde van de adel bij de troonsafstand in Brussel van keizer Karel V op 23 oktober 1555.
Op 3 juni 1563 werd hij in Varsenare beschermheer van de schuttersgilde van Sint-Sebastiaan, die door de plaatselijke pastoor werd gesticht.
Het echtpaar werd begraven in een praalgraf opgericht in de kerk van de Arme Klaren in Brugge.

## Bron
- Stadsarchief Brugge, Wetsvernieuwingen.